# South Africa International 2005
Die South Africa International 2005 im Badminton fanden vom 3. bis zum 4. Juni 2005 in Pretoria statt.

## Sieger und Platzierte
| Disziplin    | Gold                           | Silber                               | Bronze                            |
| ------------ | ------------------------------ | ------------------------------------ | --------------------------------- |
| Herreneinzel | Nikhil Kanetkar                | Kaveh Mehrabi                        | Alistair Casey                    |
| Herreneinzel | Nikhil Kanetkar                | Kaveh Mehrabi                        | Eli Mambwe                        |
| Dameneinzel  | Grace Daniel                   | Amrita Sawaram                       | Michelle Edwards                  |
| Dameneinzel  | Grace Daniel                   | Amrita Sawaram                       | Marika Daubern                    |
| Herrendoppel | Chris Dednam Roelof Dednam     | Ibrahim Adamu Greg Orobosa Okuonghae | Eli Mambwe Juma Muwowo            |
| Herrendoppel | Chris Dednam Roelof Dednam     | Ibrahim Adamu Greg Orobosa Okuonghae | Stephan Beeharry Édouard Clarisse |
| Damendoppel  | Chantal Botts Michelle Edwards | Shama Aboobakar Amrita Sawaram       | Debbie Donkin Lydia Thompson      |
| Damendoppel  | Chantal Botts Michelle Edwards | Shama Aboobakar Amrita Sawaram       | Antoinette Uys Annari Viljoen     |
| Mixed        | Dorian James Michelle Edwards  | Greg Orobosa Okuonghae Grace Daniel  | Chris Dednam Annari Viljoen       |
| Mixed        | Dorian James Michelle Edwards  | Greg Orobosa Okuonghae Grace Daniel  | Édouard Clarisse Amrita Sawaram   |